# Diana Cohen Agrest
Diana Cohen Agrest (Buenos Aires Argentina, 5 de mayo de 1954) es una filósofa judio argentina. Desde 1983 se desempeñó como docente e investigadora en el Departamento de Filosofía de la Facultad de Filosofía y Letras de la Universidad de Buenos Aires. Es fundadora y presidenta de la Asociación Civil Usina de Justicia.

## Trayectoria profesional
Comenzó su carrera en la Facultad de Filosofía y Letras de la Universidad de Buenos Aires, Su tesis de doctorado se publicó bajo el título El suicidio: Deseo imposible (o de la paradoja de la muerte voluntaria en Baruj Spinoza). A medida que avanzaba su trayectoria profesional, se fue interesando cada vez más por diversos problemas propios de la filosofía moral y la ética, temas que comenzó a divulgar en diversos medios periodísticos. En el ámbito nacional, se desempeñó como Investigadora de proyectos UBACyT
 Escribe habitualmente columnas de opinión en los diarios La Nación, en Clarín, en Perfil y en la Revista Noticias, entre otros.

## Labor como activista
En 2011, tras el asesinato de su hijo Ezequiel en una entradera, comenzó a investigar y publicar en diversos medios el estado de la situación de las víctimas en la Argentina y las falencias del sistema judicial, investigación que luego se publicó bajo el título Ausencia Perpetua: Inseguridad y trampas de la (in)Justicia.
Debido a su iniciativa, fundó Usina de Justicia, vinculada al macrismo

## Críticas
Se ha señalado reiteradas veces a Cohen Agrest y a Usina de justicia, como parte de un sector ideológico autoritario, que presenta a víctimas de delitos graves, para difundir en su nombre  discursos de expansión punitivista, segregación social, y desconocimiento de garantías penales, aprovechándose intencionadamente de la armadura moral que ofrece la tragedia de estas víctimas frente a cualquier intento de crítica a sus ideas políticas.
En esta línea, se han sumado a sus filas un cierto número de operadores judiciales, algunos encargados precisamente de hacer observar esos derechos y garantías, mientras que se ejerce diversas formas de presión sobre otros magistrados independientes.
Se ha criticado la tendencia de Cohen Agrest a emitir frecuentes opiniones sobre política criminal, derecho penal y cuestiones penitenciarias, sin conocimiento alguno ni formación en esas materias, y que se han encuadran antes bien, en el campo de la criminología mediática.

## Obras
AUTORA
- Cohen Agrest, Diana. Elogio del disenso. Buenos Aires. Editorial Random House Mondadori. Sello Debate, diciembre de 2021.

- Cohen Agrest, Diana. ¿Qué piensan los que no piensan como yo? Nuevas controversias éticas. Buenos Aires. Editorial Random House Mondadori. Sello Debate, marzo de 2017.

- Cohen Agrest, Diana, Spinoza. Una cartografía de la Ética. Editorial Eudeba, febrero de 2015, 280 págs. ISBN 978-950-23-2406-7

- Cohen Agrest, Diana. Ausencia perpetua. Inseguridad y trampas de la (in)justicia. Editorial Random House Mondadori. Sello Debate. Primera edición: abril de 2013, 412 págs.

- Cohen Agrest, Diana. Ni bestias ni dioses. 13 ensayos sobre la fragilidad humana. Editorial Random House Mondadori. Sello Debate. Primera edición: octubre de 2010, 288 págs. ISBN: 978-87-1117-92-5.

- Cohen Agrest, Diana. ¿Qué piensan los que no piensan como yo? Diez controversias éticas. Buenos Aires. Editorial Random House Mondadori. Sello Debate. Primera edición: 2008. Segunda edición, junio de 2010, 352 págs. ISBN 978-987-1117-61-1.

- Cohen Agrest, Diana. Por mano propia. Estudio sobre las prácticas suicidas. Buenos Aires. Fondo de Cultura Económica, Primera edición, 2007, reimpresión, 2010, 331 págs. ISBN: 978-950-557-722-4.

- Cohen Agrest, Diana. Inteligencia ética para la vida cotidiana. Buenos Aires. Editorial Sudamericana. ISBN 10: 950-07-2769-2. ISBN 13: 978-950-07-2769-3. Primera edición: noviembre de 2006. Segunda edición: 2007, 256 págs.

- Cohen Diana. Temas de bioética para inquietos morales. Buenos Aires. Ediciones del Signo. 2004, ISBN 987-1074-13.1, 127 págs.

- Cohen Diana. El suicidio: Deseo imposible (o de la paradoja de la muerte voluntaria en Baruj Spinoza). Buenos Aires. Ediciones del Signo. 2003, 223 pp. ISBN. 987-1074-09-3. Primera reimpresión, 2005, 224 págs.

TRADUCTORA
- Cohen Diana. Introducción a “El Origen de la Geometría” de Husserl, de Jacques Derrida, Buenos Aires, Editorial Manantial, 2000, 195 pp. ISBN 987-500-48-5. Primera versión castellana.

EDITORA
- Edwin N. Forman y Rosalind Ekman Ladd. Dilemas éticos en pediatría: un estudio de casos, Introducción (pp.13-37), notas y supervisión. Buenos Aires, Paidós, ISBN 0-8191-9852-8. 1998

más de cincuenta capítulos de libro y cientos de columnas de opinión, Profesora invitada por numerosas universidades nacionales y extranjeras

## Premios
- En 2017 recibió el Premio TAL (Televisión de América Latina) y Doc. Montevideo por su serie documental "¿Qué piensan los que no piensan como yo?".
- Premio Konex de Platino 2016: Ética, conferido en ocasión de premiar a las 100 personalidades más destacadas de la última década de las humanidades argentinas (2006-2015).[11]
- Premio Lola Mora por la Dirección General de la Mujer por el episodio “formatos de familia”. Septiembre 2017. ¿Qué piensan los que no piensan como yo?,
- Premio Santa Clara de Asís entregado por la Liga de Madres de Familia en septiembre de 2017 por su documental "¿Qué piensan los que no piensan como yo?"
- Premio Atvc por la serie documental "¿Qué piensan los que no piensan como yo?", noviembre de 2017.
- Ceremonia de Candelas 2015 “Encendido de velas por el liderazgo para la igualdad y la paz”[cita requerida]
- Premio AMIA al compromiso social, 2013.
- Premio UBA a la divulgación de contenidos educativos en medios periodísticos nacionales, categoría producciones gráficas, rubro Divulgación Científica, 2009.[1]
- Mención especial en el Premio Nacional de Ensayo Psicológico producción 2007–2010 otorgado por la Secretaría de Cultura de la Nación.[4]
- Premio UBA a la divulgación de contenidos educativos en medios periodísticos nacionales. Categoría producciones gráficas. Rubro Divulgación Científica. 2º Premio. "Tener y no tener tiempo" - Suplemento ADN La Nación -, 2009.